# Microsoft Outlook
Microsoft Outlook är en programvara som tjänar som e-postklient och kalender i Microsoft Office-paketet under Windows och Mac OS. Programmet följer med i nästan alla versioner av Microsoft Office.
Outlook Express var ett enklare gratisprogram som brukade installeras med Windows, men det hade trots namnet mycket litet gemensamt med Outlook. I Windows Vista ersattes Outlook Express med Windows Mail, och i Windows 7 med Windows Live Mail.

## Versionshistorik
- Outlook för MS-DOS
- Outlook för Windows 3
- Outlook 97 (Outlook 8)
- Outlook 98 (Outlook 8.5)
- Outlook 2000 (Outlook 9)
- Outlook 2002 (Outlook 10/Outlook XP)
- Office Outlook 2003 (Outlook 11)
- Office Outlook 2007 (Outlook 12)
- Office Outlook 2010
- Office Outlook 2013
- (Office) Outlook 2016
- Outlook 2019
- Outlook 2021[1]
- Microsoft/Office Outlook 365